# Amos Kipruto
Pour les articles homonymes, voir Kipruto.
Amos Kipruto (né le 16 septembre 1992 au Kenya) est un athlète kényan, spécialiste du marathon.
Il a notamment remporté le Marathon de Londres en 2022.

## Palmarès
| Date | Compétition           | Lieu    | Résultat | Épreuve  | Temps           |
| ---- | --------------------- | ------- | -------- | -------- | --------------- |
| 2016 | Marathon de Rome      | Rome    | 1er      | Marathon | 2 h 8 min 12 s  |
| 2017 | Marathon de Séoul     | Séoul   | 1er      | Marathon | 2 h 5 min 54 s  |
| 2018 | Marathon de Tokyo     | Tokyo   | 3e       | Marathon | 2 h 6 min 33 s  |
| 2018 | Marathon de Berlin    | Berlin  | 2e       | Marathon | 2 h 6 min 23 s  |
| 2019 | Marathon de Séoul     | Séoul   | 1er      | Marathon | 2 h 6 min 0 s   |
| 2019 | Championnats du monde | Doha    | 3e       | Marathon | 2 h 10 min 51 s |
| 2022 | Marathon de Londres   | Londres | 1er      | Marathon | 2 h 4 min 39 s  |
| 2023 | Marathon de Berlin    | Berlin  | 7e       | Marathon | 2 h 4 min 49 s  |
| 2024 | Marathon de Chicago   | Chicago | 3e       | Marathon | 2 h 4 min 50 s  |

## Records
| Épreuve       | Performance     | Date              | Lieu     |
| ------------- | --------------- | ----------------- | -------- |
| 15 km         | 44 min 38 s     | 20 septembre 2015 | Mersin   |
| Semi-marathon | 1 h 0 min 24 s  | 20 mai 2017       | Göteborg |
| 25 km         | 1 h 15 min 52 s | 16 décembre 2018  | Kolkata  |
| Marathon      | 2 h 3 min 13 s  | 6 mars 2022       | Tokyo    |